# Ferdinand Joubert
Pour les articles homonymes, voir Joubert.
Jean Ferdinand Joubert de la Ferté dit Ferdinand Joubert (Paris, 15 septembre 1810 - Menton, 17 novembre 1884) est un photographe, graveur et inventeur français naturalisé britannique.

## Biographie
Jean Ferdinand Joubert de la Ferté naît à Paris le 15 septembre 1810. Il a été l'étudiant de Henriquel-Dupont aux Beaux-Arts de Paris en 1829,.
Installé à Londres depuis au moins 1830, où il s'est marié en 1842, il commence à graver pour illustrer des ouvrages vers 1830. Il pratique le burin, l'eau-forte et la manière noire.

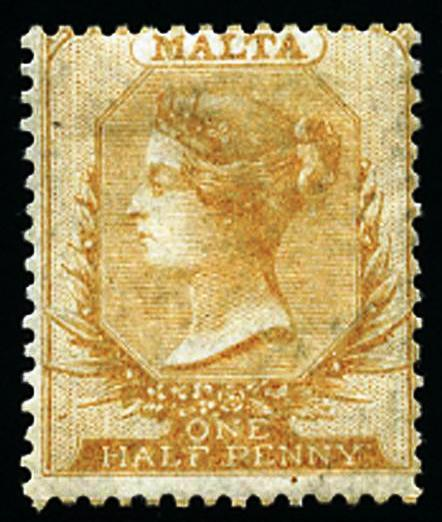
Halfpenny Yellow, premier timbre de Malte, en 1860.

Il est connu pour avoir réalisé de nombreux timbres postaux et fiscaux importants du Royaume-Uni ou des États confédérés d'Amérique. Il a notamment gravé le portrait de la reine Victoria pour l'utiliser sur les timbres-poste nationaux imprimés par De La Rue à partir de 1855, année où il a été naturalisé sujet britannique. Il a aussi réalisé le Halfpenny Yellow (en), premier timbre de Malte.
En 1869 il est contacté secrètement par le gouvernement français pour graver l'effigie du prince Impérial Louis-Napoléon Bonaparte en vue, le cas échéant, de remplacer le portrait de Napoléon III fait par Désiré-Albert Barre sur les  timbres-poste en cours. Il se base pour cela sur le médaillon en plâtre d'Antoine Bovy. (Source : « Histoire des timbres-poste français » d' Arthur Maury, 1908). Les épreuves ont été dispersées lors de la vente des archives d' Anatole Hulot en 1892.
Joubert expose régulièrement au Salon de Paris entre 1840 et 1865 ainsi qu'à la Royal Academy de 1855 à 1861. Il expose aussi à l'occasion des Expositions universelles de Paris 1867, où il obtient une médaille d'argent pour sa photographie, et Paris 1878.
Il reçoit la médaille d'argent de la Society of Arts pour son procédé « Application of Photography to the Production of Images on Glass which can be burnt in » (Application de la photographie à la production d'images sur verre pouvant être brûlées),.
Alors qu'il travaille sur une gravure pour The Art Journal, il meurt à Menton (Alpes-Maritimes) le 17 novembre 1884,,.

## Conservation

### Espagne
- Bibliothèque nationale d'Espagne, Madrid[9]

### États-Unis
- Minneapolis Institute of Art, Minneapolis[10]
- National Gallery of Art, Washington, D.C.[11]
- Philadelphia Museum of Art, Philadelphie (États-Unis)[12]

### France
- Bibliothèque nationale de France, Paris[13]

### Royaume-Uni
- British Museum, Londres[3]
- National Portrait Gallery[14]